# Консултант (тв сериал)
„Консултант“ (на английски: The Consultant) е американски сериал – трилър на Amazon Prime Video от 2023 година, разказващ за мистериозен консултант, поканен в компания за производство на компютърни игри.

## Сюжет
Ужасна трагедия се случва в една от компаниите, произвеждащи компютърни игри – нейният основател е убит в офиса си. На следващия ден мистериозен консултант идва в офиса и заема поста директор на компанията. Стилът и методите на ръководство на консултанта предизвикват изненада и възмущение сред служителите, а ситуацията в компанията става все по-объркваща, мистична и заплашителна.

## Актьорски състав
| Актьор               | Роля                                                         |
| -------------------- | ------------------------------------------------------------ |
| Кристоф Валц         | Регус Патофф – консултант                                    |
| Нат Уолф             | Крейг Хорн – един от водещите програмисти на CompWare        |
| Британи О'Грейди     | Илейн Хейман – творческа асистентка на директора на CompWare |
| Ейми Кареро          | Пати – годеница на Крейг                                     |
| Браян Юн             | Санг – починалият директор на CompWare                       |
| Глория Джон          | майка на Санг                                                |
| Гена Хейлок          | Мелани – руско момиче с протези вместо някои части на тялото |
| Ед Аматрудо          | свещеник Столен                                              |
| Слоун Ейвъри         | Роузи – служителка на рецепция                               |
| Емили Бери           | Дана – лична секретарка на директора на CompWare             |
| Хуан Карлос Канту    | Франк Флорес – собственик на бижутерски магазин              |
| Джейк Манли          | Патрис – бившият любовник на Илейн                           |
| Хенри Роудс          | Токио – служител на CompWare                                 |
| Майкъл Чарлз Вакаро  | Иън – служител на CompWare                                   |
| Татяна Запардино     | Джанел – служителка на CompWare                              |
| Румус Кристина Ноулс | Лоис – служителка на CompWare                                |
| Ерин Рут Уокър       | Ейми – служителка на CompWare                                |

## Списък с епизоди
Внимание:  Текстът по-долу разкрива сюжета на произведението (или части от него)!
| Общ номер | Номер в сезона | Заглавие             | Режисиран от       | Написан от    | Дата на излизане    |
| --- | -------------- | -------------------- | ------------------ | ------------- | ------------------- |
| 1 | 1              | Creator („Създател“) | Мат Шакман         | Тони Басгалоп | 24 февруари 2023 г. |
| По време на училищна екскурзия до компанията за мобилни видеоигри CompWare, един от тийнейджърите влиза в офиса на изпълнителния директор Санг и го застрелва хладнокръвно с пистолет. Няколко дни след трагедията в офиса на компанията идва някой си Регус Патофф, който твърди, че Санг го е наел като консултант, за да изведе компанията от кризата. Консултантът има една странност: изпитва невероятни затруднения да се качва и слиза по стълбите. Патофф бързо установява най-строга дисциплина в офиса, която никога не е съществувала при предишния лидер. Крейг Хорн и Илейн Хейман смятат Регус за луд измамник, но той им показва оригиналния си договор за работа, подписан от Санг ден преди смъртта му. Крейг и Илейн обаче продължават своето тайно „разследване“ и разглеждат записите от камерата за наблюдение, инсталирана точно в офиса на Санг. В записа няма звук, но след разговора Санг може да се види как подписва споразумение с Патофф, след което коленичи пред консултанта и му прави фелацио. |                |                      |                    |               |                     |
| 2 | 2              | Mama („Майка“)       | Даниел Атиас       | Тони Басгалоп | 24 февруари 2023 г. |
| Майката на починалия Санг пътува от Южна Корея към Съединените щати и Регус Патофф моли Илейн да я пусне да отиде в офиса. Илейн обаче не се вслушва в Регус и организира среща между г-жа Санг и Патофф, тайно надявайки се, че жената ще изгони консултанта. Въпреки това, за голяма изненада на Илейн, г-жа Санг и Регус провеждат приятен разговор и Патофф лично отвежда г-жа Санг в хотела ѝ, след което тя изчезва. Илейн подозира, че Регус просто е убил нещастната жена. Илейн и Крейг разследват предишна компания, на която Патоф е бил консултант. Това е компания от Русия, която произвежда ортопедични манекени на части от човешкото тяло, а три месеца след началото на сътрудничеството с Регус ръководителят на компанията е бил обезглавен. Крейг започва да създава нова игра Upskirt Jungle, която Патофф обича да играе. |                |                      |                    |               |                     |
| 3 | 3              | Friday („Петък“)     | Даниел Атиас       | Тони Басгалоп | 24 февруари 2023 г. |
| Илейн научава, че в мазето на офиса има заключена стая, в която Патофф съхранява архивите на компанията. Крейг кани Регус да се срещнат в бар, но внезапно Патофф кани Крейг да се присъедини към него на ексклузивно парти. Илейн открадва ключ от офиса на Патофф, влиза в тайната стая и открива досието си, което я шокира със своята точност и детайлност. На партито Крейг е представен на Мелани, красива рускиня с протезна ръка, крак и челюст. Регус моли Крейг да му помогне да достави малко „багаж“ и скоро в колата на Пафтофф е натоварен вързан човек, увит в чаршаф и със запушена уста. Крейг се паникьосва и се опитва да избяга. Когато колата спира на бензиностанция и Патофф отива да си купи кафе, Крейг реже чаршафа и открива Мелани вързана там. Крейг освобождава момичето и преди да избяга, Мелани съветва Крейг да намери човек на име Франк Флорес, който може да му каже за Пафтофф. Когато Регус открива, че Крейг е освободил Мелани, той хладнокръвно обяснява, че тя е психично болна наркоманка, която трябва да бъде отведена в клиника. |                |                      |                    |               |                     |
| 4 | 4              | Sang („Санг“)        | Алексис Острандър  | Тони Басгалоп | 24 февруари 2023 г. |
| Действието отвежда за кратко назад във времето. Регус Патофф идва при самоуверения Санг и му предлага подарък – безсмъртие. Зашеметеният Санг приема Пафтофф за луд, но той спокойно обяснява, че CompWare ще фалира след няколко седмици, но ако Санг иска компанията му да оцелее, е необходимо да подпише договор. Санг подписва договора и наема Регус като консултант, след което Патофф разкрива, че Санг ще умре в рамките на следващите две седмици. Действието се пренася в настоящето. Илейн научава, че компанията все още изпитва финансови проблеми и насърчава Крейг да завърши бързо новата игра Upskirt Jungle. Крейг инсталира шпионски софтуер на телефона на Регус и открива местоположението на Франк Флорес. Патофф решава да увековечи паметта на починалия Санг и инсталира в офиса си статуя на гол Санг в реален размер. |                |                      |                    |               |                     |
| 5 | 5              | Sick! („Болен“)      | Алексис Острандър  | Тони Басгалоп | 24 февруари 2023 г. |
| Крейг се преструва на болен и отива да се срещне с Франк Флорес в друг град. Флорес се оказва бижутер, който разказва невероятна история. В продължение на няколко години той получава поръчки да направи копия на човешки кости в реален размер от чисто злато. Фаланги на пръстите, ребра, пищяли и така нататък, и накрая - човешки череп. Производството на всяка от 208-те кости е платено с отделен чек и всеки чек е подписан Regus Patoff (Регус Патофф). Когато Крейг изказва предположение, че Патофф е руснак, Флорес му обяснява, че името и фамилията на консултанта са просто съкращение: Registered in U.S. Patent and Trademark Office (Регистриран в САЩ. Служба за патенти и търговски марки) или съкратено Reg.U.S. Pa.T.Off. Веднага след посещението на Крейг няколко маскирани обирджии нахлуват в магазина на Флорес, но Флорес ги убива. Пати, годеницата на Крейг, идва в офиса на CompWare, за да му донесе обяд, но тя не знае, че Крейг се е престорил на болен. Пати среща Регус, той предлага да обядва с него, а Пати му помага да се качи по стълбите, след което Патофф неочаквано я целува по устните. Когато Крейг се връща у дома и казва на Пати, че е болен, момичето разбира, че Крейг я мами. Пати вижда от приложението на телефона, че годеникът ѝ не е бил извън офиса, а е пътувал до друг град. Същата вечер Пати получава съобщение от непознат номер от Патофф. |                |                      |                    |               |                     |
| 6 | 6              | Glass („Стъкло“)     | Шарлот Брандстрьом | Тони Басгалоп | 24 февруари 2023 г. |
| След кратко „боледуване“ Крейг се връща на работа и открива, че Регус е одобрил пускането на играта му Upskirt Jungle, но я е преименувал на Mr. Sang's Jungle Adventure. Докато Илейн и Крейг разговарят в офиса, Регус ги снима от такъв ъгъл, че снимките изглеждат интимни. Новата игра е в процес на тестване и Патофф е развълнуван да чуе, че играта получава страхотна реакция. Илейн се среща с няколко играчи, които тестват играта и научава, че са счупили ръцете си на стъклото, защото не са могли да завършат последния етап от играта, в който слон постоянно скача към играча и пада надолу заедно с играча. Пати отива в офиса на CompWare, за да се срещне с Регус, а Крейг, разстроен, че не може да завърши собствената си игра, чупи прозореца на апартамента си с ръка. |                |                      |                    |               |                     |
| 7 | 7              | Elephant („Слон“)    | Шарлот Брандстрьом | Тони Басгалоп | 24 февруари 2023 г. |
| Крейг разбира, че Пати е открила неговата измама за „болестта“ и непрекъснато се опитва да се свърже с нея и пише на Пати съобщения, в които се извинява, но тя не му отговаря. Патофф моли служителите си да обмислят маркетингови идеи за рекламиране на играта Mr. Sang's Jungle Adventure и Илейн предлага да пуснат на улицата слон и да го снимат пред билборд с играта. Регус подкрепя идеята, а Илейн се свързва с бившия си приятел Патрис и го манипулира да отвлече слон от зоопарка и да го пусне в центъра на Лос Анджелис. Крейг получава няколко груби съобщения от Пати, но всъщност телефонът е у Патофф, който пише на Крейг. Самата Пати седи в мазето в стаята за архив и непрекъснато пише нещо. |                |                      |                    |               |                     |
| 8 | 8              | Hammer („Чук“)       | Карин Кусама       | Тони Басгалоп | 24 февруари 2023 г. |
| Регус Патофф се среща с жена, главен изпълнителен директор на компания за производство на роботи, и ѝ предлага следващия си договор за безсмъртие. След като отвлича слон, Патрис го отвежда в Лос Анджелис и го пуска на улицата, но старото животно умира. На фона на този скандал, Патофф стартира продажбите на играта Mr. Sang's Jungle Adventure и организира парти за служителите. Крейг и Илейн проследяват телефона на Пати, но вместо момичето, те откриват, че телефонът е притежание на живата и здрава г-жа Санг, която разкрива, че телефонът ѝ е даден от Патофф. Ядосаният Патрис, който не е получил другата половина от парите, идва в офиса по време на партито, но Патофф го подмамва да го изгони и с помощта на Илейн пращат полицията срещу глупака. Илейн намира неадекватната Пати в стаята с архива в мазето, където тя непрекъснато пише нещо. Крейг едва успява да вразуми годеницата си, след което грабва голям чук и напада Регус. Осъзнавайки, че златният скелет на консултанта носи огромна тежест, Крейг бавно разбива стъкления под под краката на Патофф и настоява той да му каже кой е той. Консултантът обаче не разкрива тайната си, подът под него се счупва и Патофф пада от голяма височина, като отрязва пръста на крака си на парчетата стъкло. Крейг хваща пръста и бяга с Илейн и Пати. Когато полицията пристига, открива само следа от кръв; тялото на Регус Патофф е изчезнало. След известно време Илейн се връща на работа и вижда името си изписано на вратата на главния изпълнителен директор. Пати напуска годеника си, а Крейг сварява пръста на Регус и вижда кост от злато, щом премахва кожата от него. Патофф се връща в CompWare незабелязано, наслаждава се на още един поглед из офиса и след това си тръгва. По телевизията в килията на момчето, което застреля Санг, вървят новини за смъртта на главния изпълнителен директор на компания за роботика. По това време момчето преминава последното ниво на играта с падащия слон и получава златен бонус. |                |                      |                    |               |                     |